# Schlauchbrücke

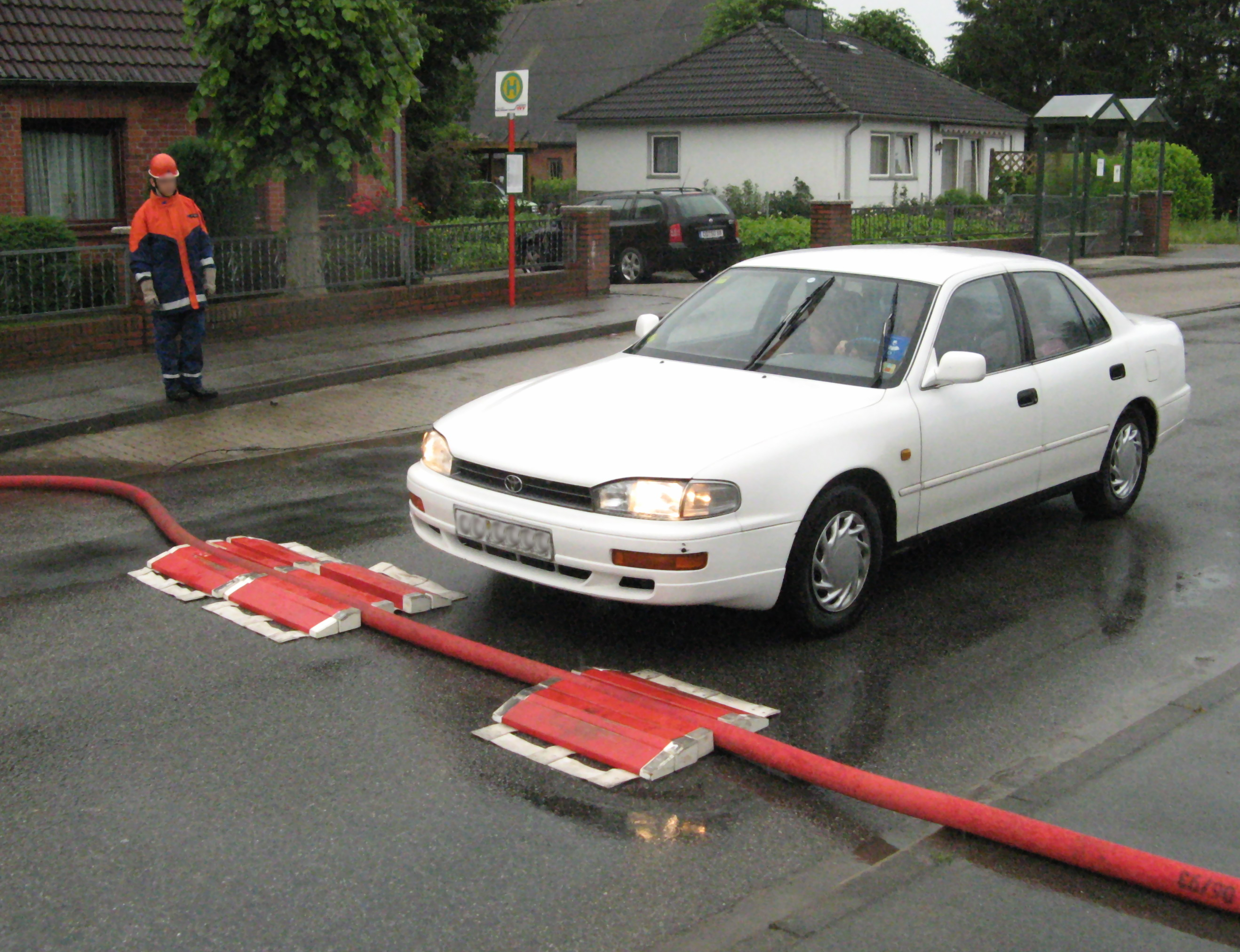
Schlauchbrücke

Schlauchbrücken werden meist von den Feuerwehren benutzt und bieten die Möglichkeit, Schläuche über Straßen oder Wege zu verlegen, ohne diese sperren zu müssen, und Fahrzeugen weiterhin eine Querungsmöglichkeit sicherzustellen. 

## Grund
Bei Schlauchleitungen über lange Strecken oder zu einer Einsatzstelle auf der anderen Seite der Straße als die Wasserentnahmestelle müssen Schlauchbrücken verwendet werden, um den Verkehr nicht zum Stehen zu bringen und um Schäden an den Schläuchen zu vermeiden.

## Arten

### Ebenerdige Schlauchbrücke
Einfache Schlauchbrücken werden aus auf Gurten verschraubten abgeschrägten Vierkanthölzern hergestellt. Die Abstände der Kanthölzer sind dem Schlauchdurchmesser angepasst. 
Andere Schlauchbrücken bestehen aus drei Aluminium-Bauteilen. Das U-förmige Mittelteil wird über die verlegten Schläuche gelegt, an die beiden Außenkanten wird je ein abgeschrägtes Bauteil eingeschoben, dessen Unterkante gummiert ist, wodurch ein sauberes Überfahren der Schläuche ermöglicht wird. Auch aus Hartgummi gibt es Schlauchbrücken, die jeweils aus einem Teil bestehen.
Beim Überqueren von Straßen mit Schlauchleitungen sind mindestens zwei, besser drei Schlauchbrücken auf einer Fahrbahnseite so auszulegen, dass Fahrzeuge verschiedener Spurbreite (Pkw/Lkw) die Leitung überfahren können. Auf Verkehrssicherung ist besonders zu achten.

### Schlauchbrücke oberhalb der Straße
Rohr-Schlauchüberführungen, bei denen die Schläuche oberhalb der Fahrbahn liegen sollen, bestehen aus zwei parallel miteinander verbundenen Rohren mit B-Kupplungen sowie vier senkrechten Stangen, ähnlich einem Zeltgestänge. Diese Form wird auf Schlauchwagen mitgeführt. Eine Rohr-Schlauchüberführung nach DIN 14 821 hat folgende Abmessungen:
Höhe über Alles: 4,20 m, Durchfahrtshöhe: 4,00 m, Breite (oben): 3,30 m, Breite (unten): 5,50 m
Kupplungen: 2 B-Storz (75 mm)
Eine solche Überführung kann auch behelfsmäßig aus vier Steckleiterteilen zusammengebaut werden. Hierfür müssen zwei Bockleitern gebaut werden und so an beiden Seiten der Straße aufgestellt werden, dass der Schlauch über der Straße hängt. Die Fahrzeuge können so die Schläuche unterqueren.

### Alternativen
Manchmal ist aber auch möglich, dass man Straßen durch das bestehende Kanalnetz (meist den Regenwasserkanal) mit den Schläuchen unterquert. Dadurch wird der fließende Verkehr, vor allem bei stark befahrenen Straßen, wesentlich weniger behindert. Andernfalls ist oft die Sperre der Straße notwendig, da sonst das langsame Überqueren der Schlauchbrücken trotzdem zu starken Verkehrsbehinderungen führt und auch Mannschaft für die Aufsicht gebunden wird.
Bei Bahngleisen sind oft bereits Unterführungen für Schläuche fest eingebaut. Hier kann an jeder Seite ein Schlauch angeschlossen werden, und in der Mitte ist ein starres Rohr. Alternativ hierzu kann ein Schlauch zwischen den Bahnschwellen unter dem Gleis selbst durchgeführt werden.